# 田中フミヤ
田中 フミヤ（たなか ふみや、1972年5月21日 - ）は、京都府福知山市出身の日本のテクノミュージシャン、音楽プロデューサー、DJ。ドイツ・ベルリン在住。本名：田中 文也（たなか ふみや）。テクノ・レーベル「op.disc」、「Sundance」、とれまレコード主宰者。「テクノ番長」「ミニマル番長」 等の異名を持つ。

## 概要
京都府福知山市生まれ。小学生の時に、セックス・ピストルズと出会い音楽にのめり込み、パンクバンドを始める。京都府立福知山高等学校中退。
18歳で、クラブカルチャーに未来を見出し、1990年代前半に大阪を拠点にDJ活動を始め、1993年には早くも自身初のレーベル「とれまレコード」を設立。1995年には、欧州のクラブ雑誌『CODA』のアンケートで“好きなDJチャート”6位にランクインされる。1996年にはタンツムジークの山本アキヲとのユニット「HOODRUM」を結成して、ソニーレコードからアルバムをリリースしている。海外活動も行っており、2001年にはドイツのTresorからシングルとアルバムをリリースした。2005年に半野善弘(Cirque/PROGRESSIVE FOrM)との共同運営となる新レーベルop.discもスタート。2007年にはDJプレイ中の思考過程を記録した画期的なDVD『via』をリリースし話題を呼ぶ。同年には半野善弘とのユニットDARTRIIXのアルバムもリリースした。
よりフリースタイルな活動をする場合には「Karafuto」や「Individual Orchestra」名義を使用する。また、DJとして自身のホームグラウンドであるパーティー「CHaOS」を主催し、海外の先鋭的なテクノミュージシャンをゲストに迎えている。海外のトップDJであるリカルド・ヴィラロボスやZip、ポータブルなどなど、ドイツを中心としたミニマル・テクノのアーティストたちがプレイしている。ドイツ・ベルリンに本拠を置くレコードレーベル「ペルロン」(Perlon)にも参加。フランスやポルトガルのレーベルからのリリースやトーマス・メルキオールとの「Tofu Productions」でのリミックス・ワークなどプロダクション方面でも活動している。2011年以降はベルリンに拠点を移し活動中。

## 略歴
- 1993年：自身のレーベルである「とれまレコード」を自費で設立。
- 1995年：海外でのDJ活動を開始。
- 1994年：電気グルーヴのたんぽぽツアーにDJとして参加。
- 1995年：メジャーでは日本初のDJミックスアルバム『I am not a DJ』をリリース。
- 1996年：ミニアルバム『BUS INESS CARD』でメジャーデビュー。Karafuto名義での活動を始める。
- 1997年：ファースト・オリジナル・アルバム 『Unknow Possibility Vol.1』 をリリース。
- 2004年：西麻布YELLOW／難波ROCKETSで「CHAOS」を開催。
- 2016年：Untitled Recordsが再始動。

## 代表作

### 田中フミヤ名義
- I am not a DJ（1995）
- Mix-Up Vol.4（1996）
- Unknown Possibilities Vol.1（1997）
- Unknown Possibilities Vol.2（2000）
- DJ MIX 1/2 [MIX.SOUND.SPACE]（2002）
- mur mur -conversation mix（2007）
- via（2007）
- Unknown 3（2008）
- You Find The Key（2016）
- Beautiful Days EP（2017）
- A/B（2018）
- C/D（2018）
- Beautiful Days 2010-2015（2018）

### KARAFUTO名義
- Karafuto presents Individual Orchestra（1998）
- 10inch Works（2000）
- DJ MIX 1/2（2000）
- Shift to the other time -Karafuto live mix at Unit 28.1.2006（2006）

### Individual Orchestra 名義
- Music From A View（2003）

### HOODRUM名義
- BUSINESS CARD（1996）
- CLASSICS I（1996）
- CLASSICS II（1997）